# Eibenblättriges Spaltzahnmoos
Das Eibenblättrige Spaltzahnmoos (Fissidens taxifolius) ist ein auch in Mitteleuropa vorkommendes Laubmoos und wächst in meist dichten Beständen, die frischgrün bis dunkelgrün gefärbt sind.

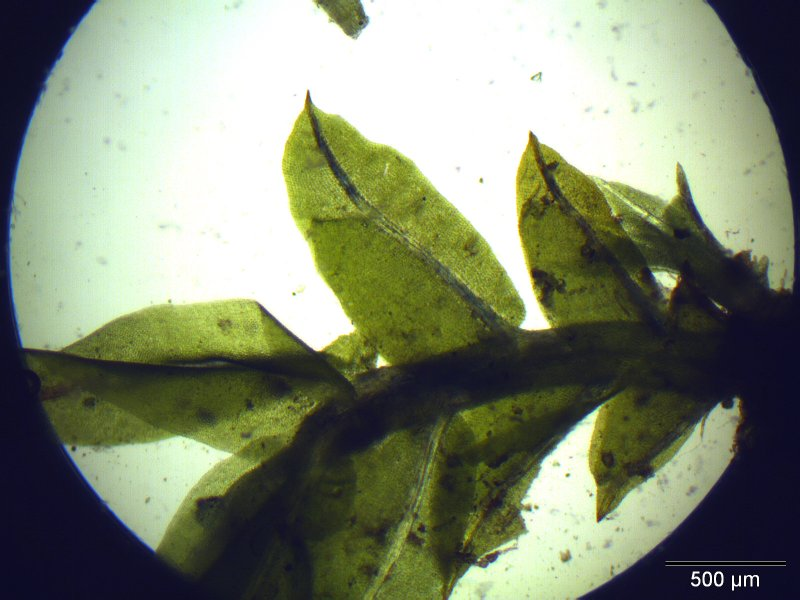
Blätter und Blattscheiden

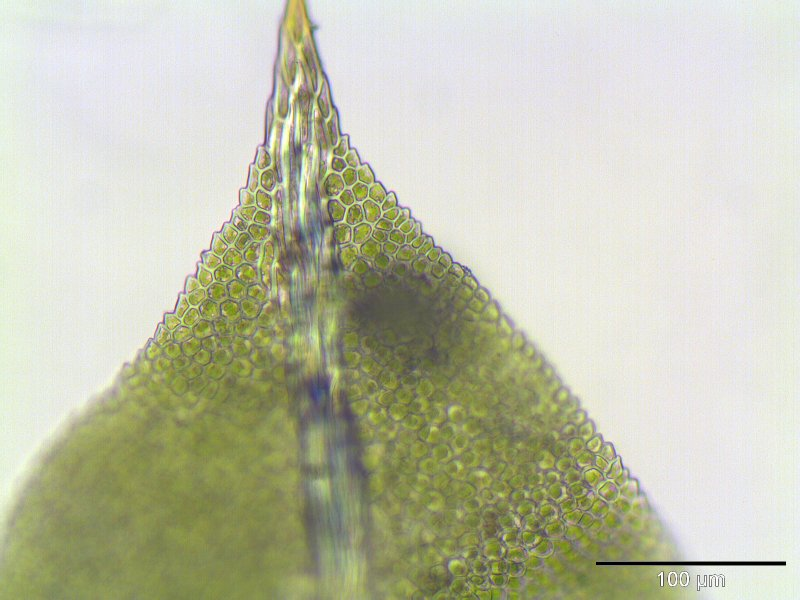
Blattspitze

## Erkennungsmerkmale
Die charakteristisch zweizeilig beblätterten Sprosse sind nicht länger als 2 cm und oft am Grund verzweigt. Die zungenförmig bis länglich lanzettlichen Blätter sind zugespitzt, weisen am Blattrand keinen Saum auf (im Unterschied zu anderen Fissidens-Arten) und haben eine als Stachelspitze kurz austretende Rippe. An der Blattbasis gibt es eine Blattscheide, die länger als der obige Spreitenteil ist. Sie kann als zweischichtige Lamina verstanden werden. Die Laminazellen sind rundlich hexagonal und etwa 8 bis 12 µm im Durchmesser. Die rötliche, etwa 15 mm lange Seta entspringt am Grund der Sprosse. Die länglich eiförmigen, ellipsoidisch bis asymmetrisch geformten Sporenkapseln werden im Winter gebildet.

## Vorkommen
Das äußerst pionierfreudige Fissidens taxifolius besiedelt offene, kalk- oder basenreiche, schwach basische bis schwach saure, lehmige, sandig-lehmige, tonige, oft humusarme Erde und kommt an offenerdigen, schattigen bis mäßig lichten, frischen bis feuchten Stellen vor. Es bevorzugt offenerdige, gestörte Wald-Standorte, aber ist auch an Wegböschungen, Gewässerrändern, auf Totholz, in lückigen Wiesen und Weiden, in Brachäckern und an Grabenrändern zu finden. Seltener besiedelt es auch Kalkgestein oder Felsstandorte. Charakteristische Begleitmoose sind Brachythecium velutinum, Eurhynchium hians, Eurhynchium praelongum und an Störstellen auch Physcomitrium pyriforme. Das Moos ist schwerpunktmäßig in Mitteleuropa verbreitet, kommt aber sonst circumpolar vor.